# كيكت (المنصورة)
كيكت هي إحدى مشيخات المملكة المغربية، تتبع جغرافيا لإقليم شفشاون وإداريًا لالمنصورة. يقدر عدد سكانها بـ 5470 نسمة حسب الإحصاء الرسمي للسكان والسكنى لسنة 2004.